# PSR B1257+12A
PSR B1257+12A (catalogato, secondo le convenzioni della nomenclatura planetaria, anche come PSR B1257+12 b), o Draugr, è un pianeta extrasolare orbitante attorno alla pulsar PSR B1257+12, situata nella costellazione della Vergine a 980 anni luce di distanza dalla Terra. È il pianeta più interno, e orbita ad una distanza di 0,19 UA con un periodo orbitale di circa 25 giorni. Nel 1997, venne ipotizzato che il pianeta fosse in realtà un artefatto causato dal vento emanato dalla pulsar, ma questa ipotesi venne smentita. Il pianeta ha una massa più o meno doppia rispetto a quella della Luna e paragonabile quella di Ganimede, collocandosi così come il più piccolo pianeta orbitante attorno a un'altra stella mai scoperto finora. L'oggetto, orbitando a una distanza pari all'incirca alla metà di quella in cui orbita Mercurio intorno al Sole probabilmente mostra sempre la stessa faccia alla stella per via delle forti forze di marea.

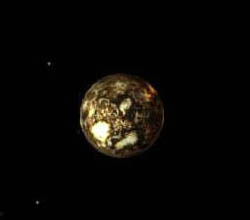
Impressione artistica di PSR B1257+12 b.

Nonostante la natura degenere della sua stella, la brevissima distanza a cui il pianeta orbita gli consente di raggiungere temperature relativamente elevate, paragonabili a quelle di un inverno europeo. Tuttavia il fortissimo vento stellare causato dalla pulsar difficilmente potrebbe permettere a un corpo tanto piccolo e con un campo magnetico conseguente di mantenere una propria atmosfera in grado di consentire all'acqua di mantenersi allo stato liquido o in grado di schermare a sufficienza la superficie dalle radiazioni ionizzanti. Pertanto la presenza di vita, almeno per come la conosciamo noi, è con tutta probabilità da escludere.
Come semplice curiosità è possibile notare come, nonostante il corpo riceva un irraggiamento dalla propria stella superiore a quello ricevuto da Marte da parte del Sole e di soli 11 K inferiore a quello ricevuto dalla Terra, la luminosità sulla superficie del pianeta (immaginandolo senza atmosfera o privo di nubi) è invece paragonabile a quella di una pallida luna piena sulla Terra. Questo avviene perché se nel nostro sistema solare grossa parte dell'energia viene trasferita ai corpi planetari attraverso la banda della luce visibile, nel sistema di PSR B1257+12 invece il calore viene trasmesso perlopiù attraverso raggi X e raggi γ, mentre la luce visibile costituisce solo una piccola percentuale dell'irraggiamento complessivo.